# Las Pisarski

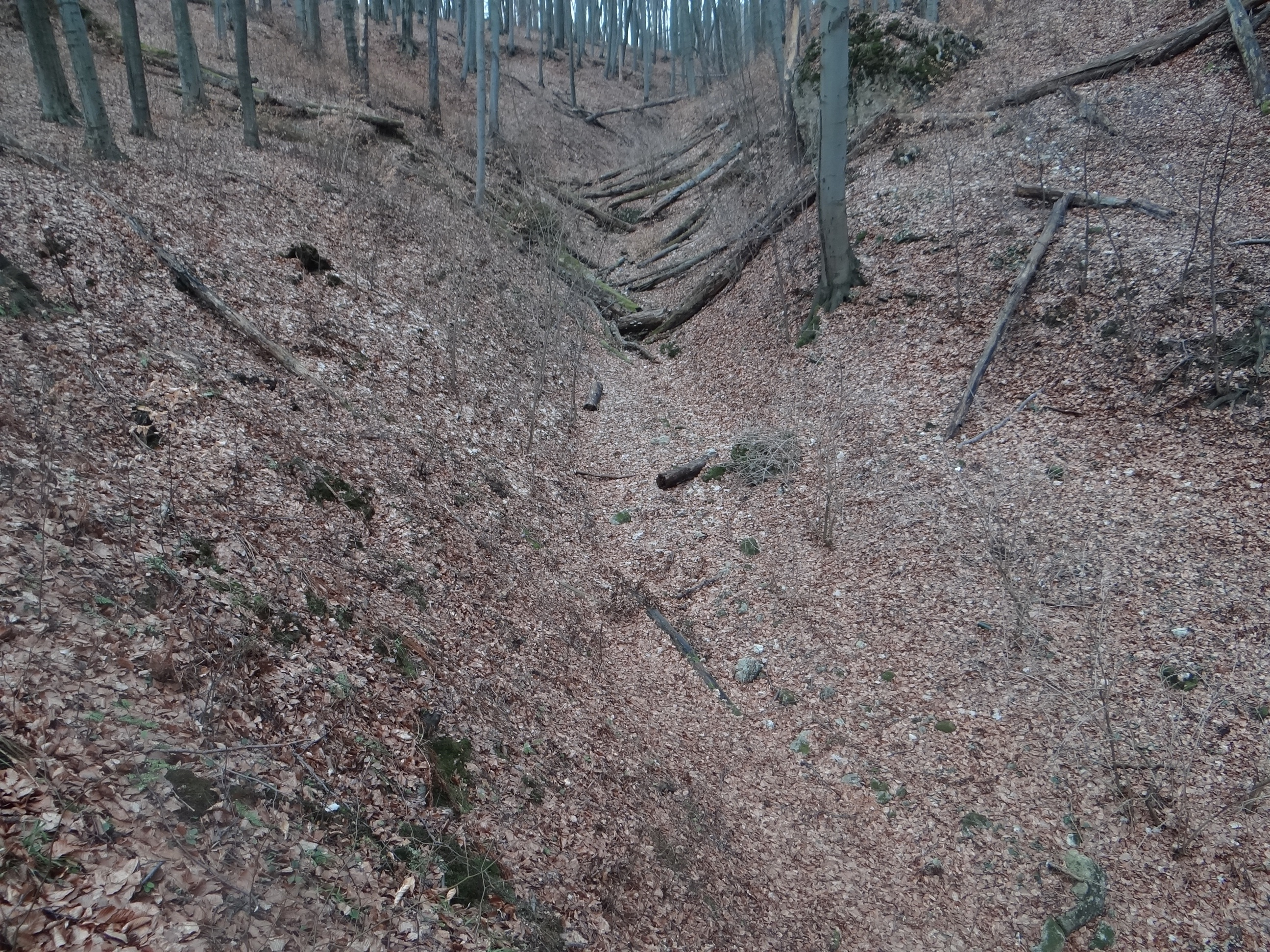
Wąwóz Żarski

Las Pisarski – fragment lasu położonego na obszarze południowej części Wyżyny Olkuskiej w gminie Krzeszowice (teren wsi Dubie oraz Żary) na terenie dwóch rezerwatów przyrody: zachodnia część należy do Doliny Racławki, a wschodnia do Doliny Szklarki.
Las od XV wieku był własnością Żarskich, od 1628 Agnieszki Firlejowej na potrzeby klasztoru w Czernej, od II poł. XVIII w. Pisarskich (stąd nazwa „Las Pisarski”), od 1804 Grünbaumów, a w latach 1848–1939 należał do Potockich z pobliskich Krzeszowic i wszedł w skład tzw. hrabstwa tęczyńskiego. Po II wojnie światowej jest własnością Nadleśnictwa Krzeszowice.
Na wzgórzu Widoma mieści się mogiła partyzantów AL i sowieckich poległych w tutejszych lasach 23–24 sierpnia 1944 w boju z Niemcami. Wydarzenie upamiętnia pamiątkowy głaz znajdujący się nad potokiem Szklarka. W południowej części obszaru leśnego, w Dolinie Szklarki znajduje się założona w połowie XIX w. pstrągarnia Rózin z zabudowaniami w stylu szwajcarskim z drugie połowie XIX w. oraz pomnik przyrody – skałka dolnokarbońskiego wapienia przecięta żyłą porfiru.
Na terenie Lasu Pisarskiego znajduje się również Wąwóz Żarski, którego dnem płynie niewielki strumyk. Na wschodnim skłonie doliny znajduje się pas ciekawych skałek, a w nim kilka jaskiń i schronisk: Jaskinia Żarska, Schronisko Żarskie Pierwsze, Schronisko Żarskie Drugie, Schronisko Żarskie Trzecie, Schronisko Żarskie Czwarte i Schronisko Żarskie Małe. Od 1815 do lata 1914, krańcem lasu przebiegałagranica dwóch cesarzy – austriackiego i rosyjskiego. Przez cały okres międzywojenny była również granicą województwa krakowskiego i kieleckiego, jeszcze do dzisiaj tędy przebiega podział obszarów diecezji krakowskiej i kieleckiej, do 1975 powiatu chrzanowskiego i olkuskiego, a obecnie gminy Krzeszowice i gminy Jerzmanowice-Przeginia.